# Owe Ranebäck
Owe Ranebäck, född den 15 april 1939, har bland annat varit generalsekreterare inom Sveriges Blåbandsförbund och redaktör för tidningen Blå Bandet samt styrelseledamot i Sveriges landsråd för alkohol- och narkotikafrågor och är nu redaktör för nyhetsbrevet Fakta, argument & debatt.
Ranebäck är född i Skåne men flyttade vid åtta års ålder till Mariestad där han växte upp i sin morbrors familj. Efter diverse arbeten var han elev på Hellidens folkhögskola i två år. Därefter flyttade han till Stockholm där han 1967 blev instruktör för blåbandsdistriktet.
Sedan har han flyttat omkring en del under åren, via bland annat Jönköping, Glanshammar, Örebro, Åsbro, Askersund och åter till Örebro, där han nu är bosatt. 
1971 anställdes Ranebäck av Sveriges Blåbandsförbund på dess förbundskansli i Örebro. Han var sedan under ett kvarts sekel anställd i olika centrala positioner, med titlar som informationssekreterare, generalsekreterare och alkoholpolitisk sekreterare. 1981–1996 var han redaktör och ansvarig utgivare för tidningen Blå Bandet.